# Křížová cesta (Byšičky)
Křížová cesta na Byšičkách u Lázní Bělohrad se nachází na vrchu Byšice u kostela svatého Petra a Pavla, který je pozůstatkem zaniklé obce Byšičky. Cesta začíná u kostela, vede z kopce dolů, obejde jej a vrací se zpět na vršek ke kostelu.

## Historie

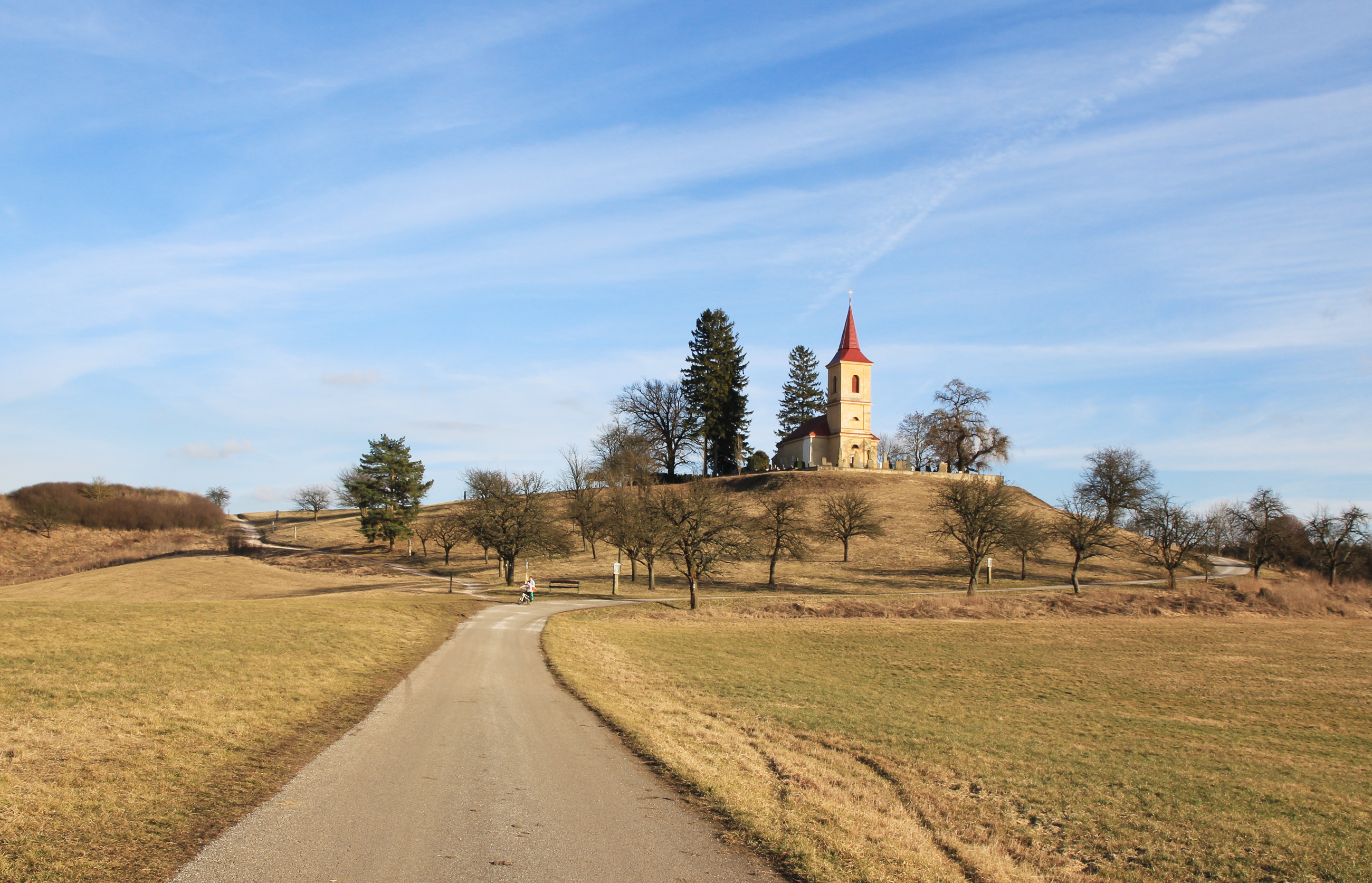
Kostel svatého Petra a Pavla, Byšičky

Křížová cesta v Byšičkách vznikla v 60. letech 19. století, kdy ji na vlastní náklady zřídil poustevník Petr Regulatus, zvaný Augustínek. Tvořilo ji 14 kamenných sloupků s pašijovým obrázkem v malé kapličce na vrcholu sloupu. Cesta sloužila k pravidelným pobožnostem až do roku 1930.

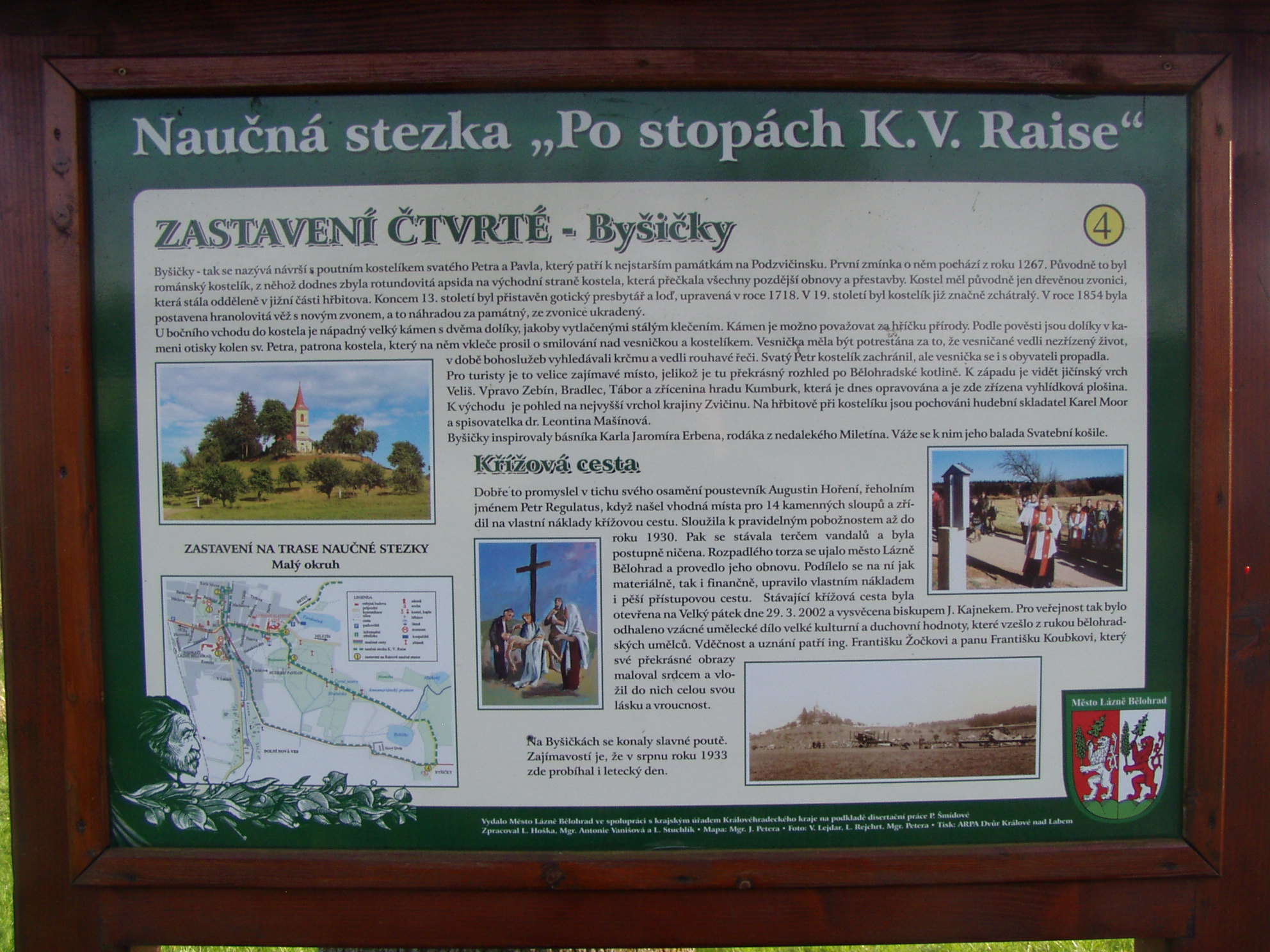
Informační tabule Naučné stezky

Za druhé světové války zde organizace Hitlerjugend sportovala a areál poničila. Po válce areál dál chátral, jednotlivé sloupy byly vyvráceny a kapličky zničeny. Zůstalo pouze 11 pískovcových sloupů a pouze na třech z nich byly malé kapličky s pašijovým obrázkem, i ty byly hodně zničené.
V roce 1998 bylo rozhodnuto o obnově křížové cesty. V roce 2001 byly kapličky odvezeny ke klempíři, sloupky opravil František Žoček z lomu v Lázních Bělohradě. Tři sloupky byly zhotoveny nové. Čtrnáct biblických výjevů namaloval místní výtvarník a učitel František Koubek. Technika byla zvolena olejomalba spojená s řezbou do polyuretanu, vše je pokryto fólií s UV filtrem.
Obnovenou křížovou cestu na velký pátek 29. března 2002 vysvětil královéhradecký světící biskup Josef Kajnek.

## Galerie

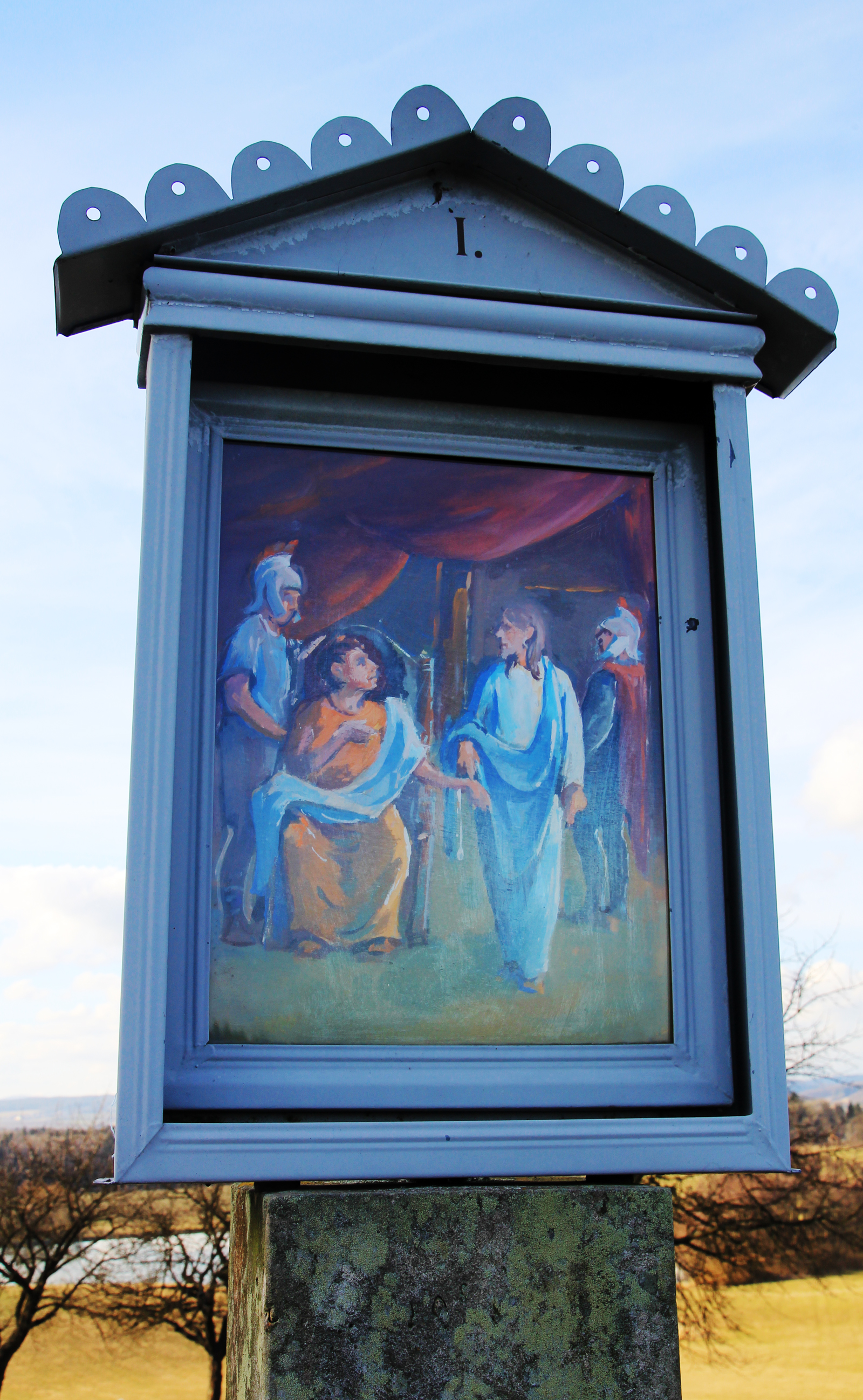
1. zastavení
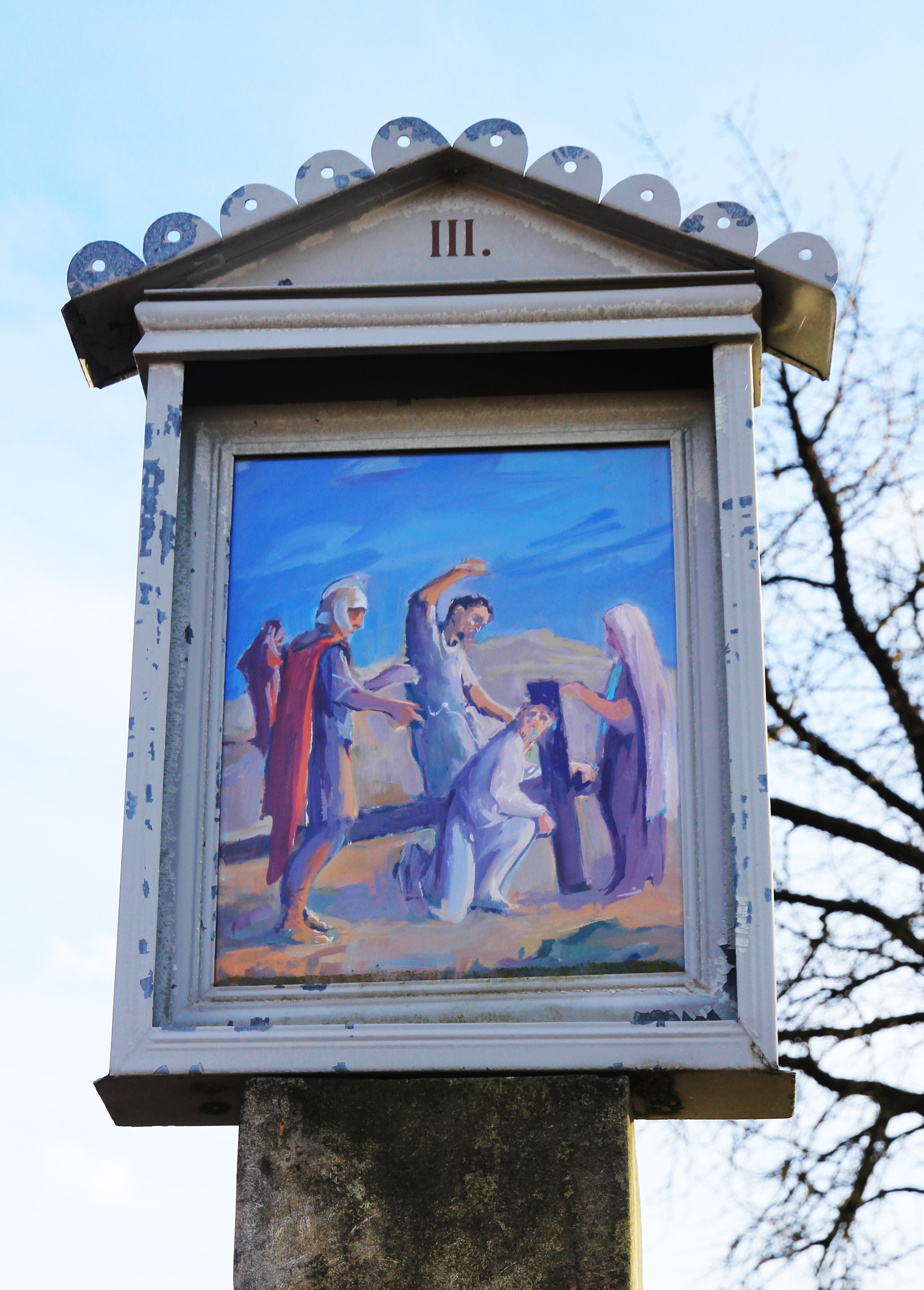
3. zastavení
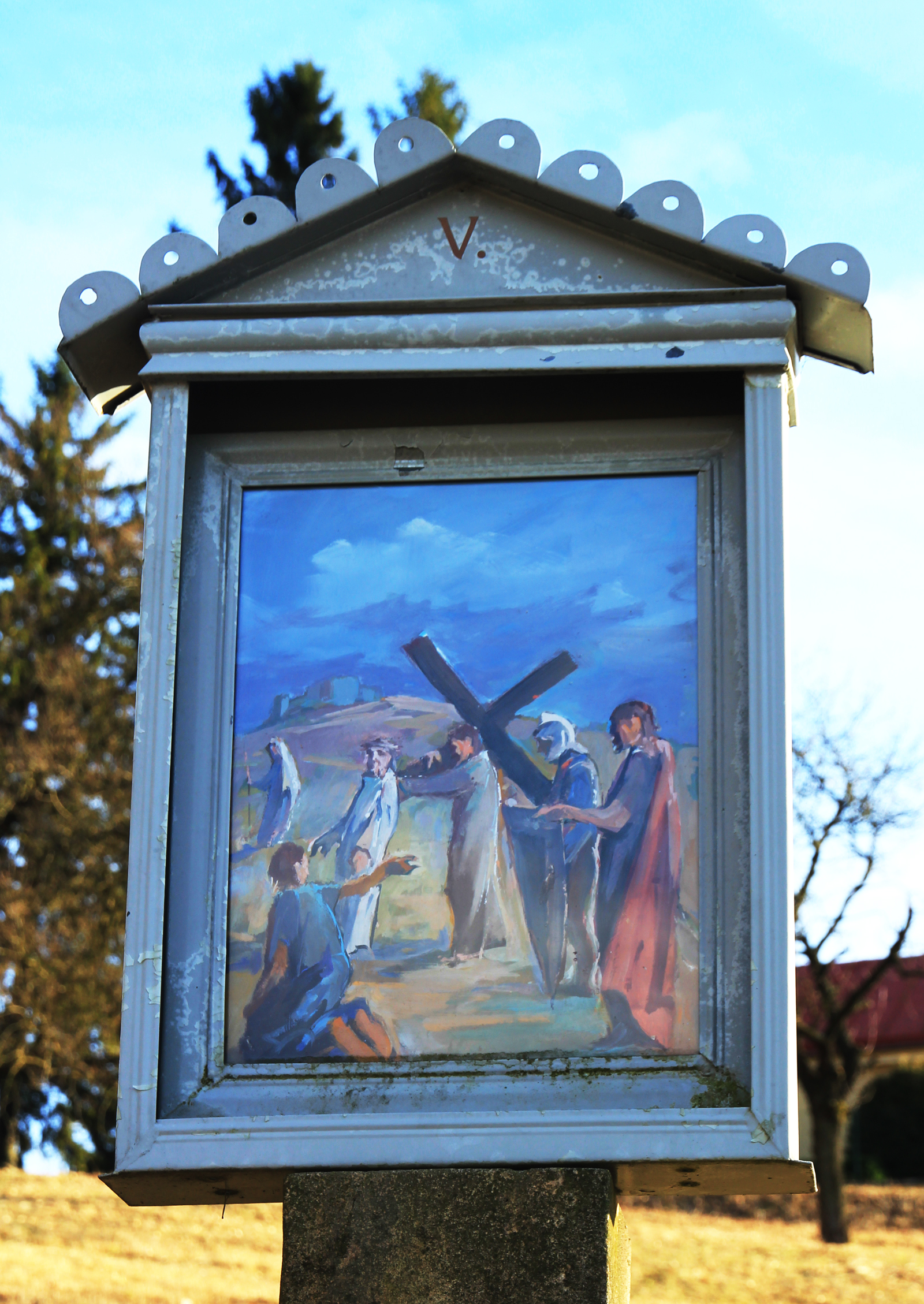
5. zastavení
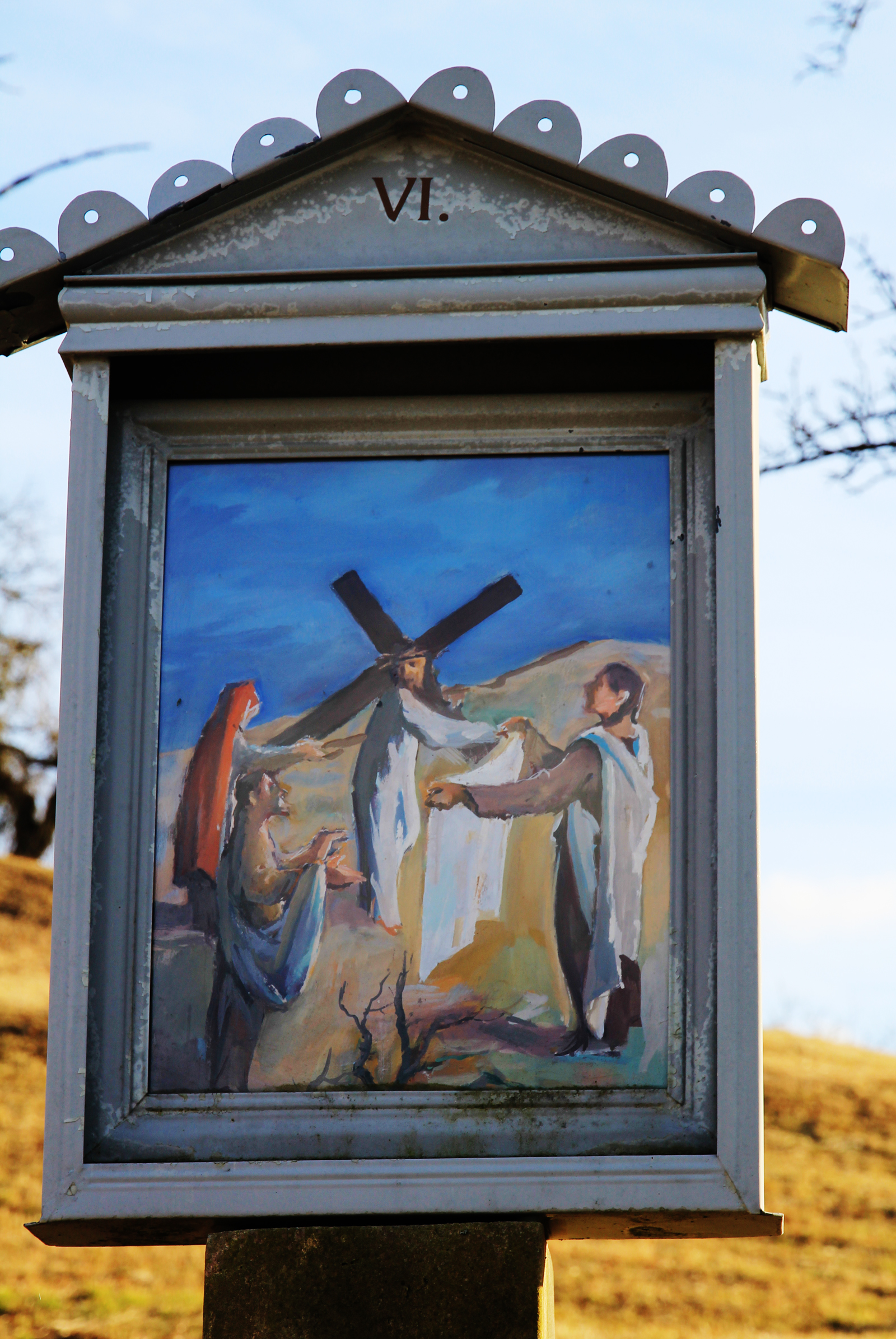
6. zastavení
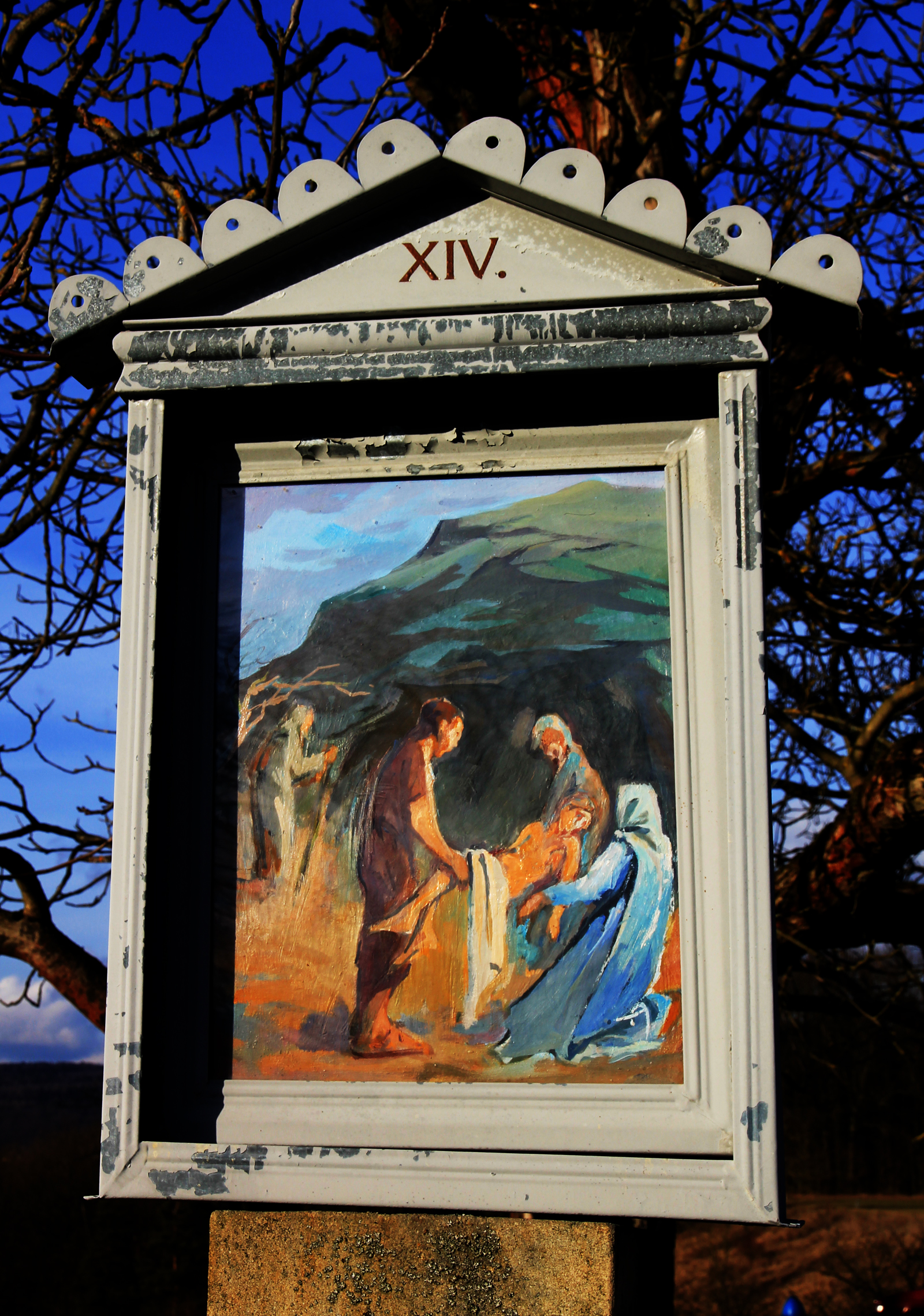
14. zastavení